# Калуга — Сергиев Скит
Калу́га — Се́ргиев Ски́т (ранее Калу́га-2) — станция Московской железной дороги в границах городского округа Калуга Калужской области.

## История
Станция открыта в 1899 году на Московско-Киево-Воронежской железной дороге. В 1963 году включена в городскую черту города Калуги вместе с прилегающей к ней территорией общей площадью 5,66 км².

### Название станции
При открытии станция носила название Разъезд №19 Московско-Киево-Воронежской железной дороги.
В 1916 году станция была переименована в Сергиев Скит в честь построенного неподалёку в 1907 году храма, основанного в память об убийстве Великого князя Сергея Александровича революционером Каляевым. Данное название станция носила вплоть до 1958 года, когда была переименована в Калугу II.
31 октября 2022 года распоряжением Правительства Российской Федерации станция переименована в Калугу — Сергиев Скит, инициативы выдвигались с 2010 года горожанами, Фондом содействия возрождения традиций милосердия и благотворительности, а также РЖД.

## Описание

### Расположение
Станция располагается на западной окраине города на участке Тихонова Пустынь — Воротынск. Рядом со станцией расположена Привокзальная площадь, на которой осуществляется пересадка на городские автобусы.

### Инфраструктура
Пассажирская часть станции состоит из вокзала и пяти пассажирских платформ (одна из которых высокая у тупикового пути), соединённых пешеходным настилом.

На станции имеются некруглосуточные билетные кассы. Турникетами не оборудована.

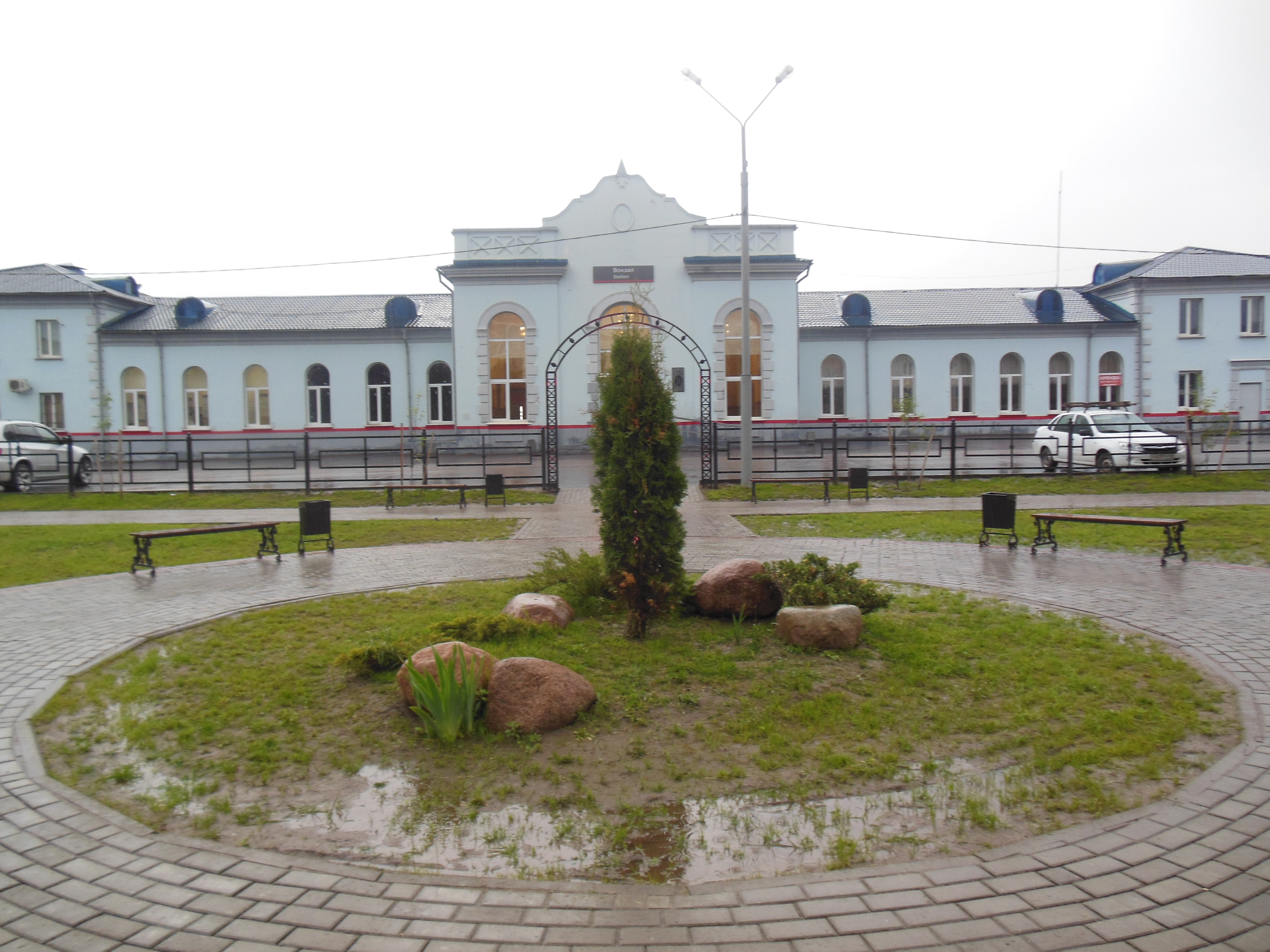
Общий вид вокзала со стороны города
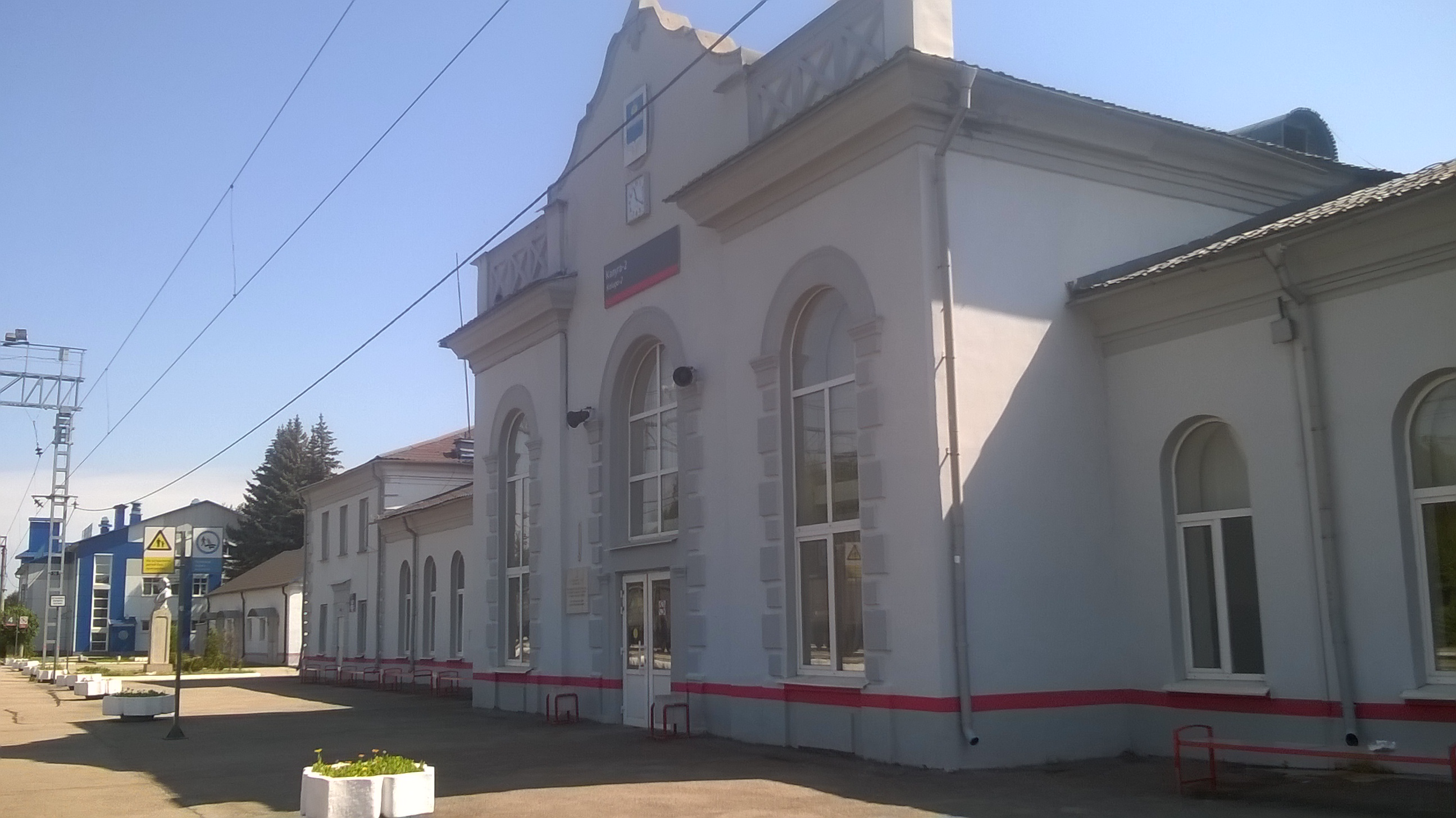
Вид на вокзал со стороны платформ
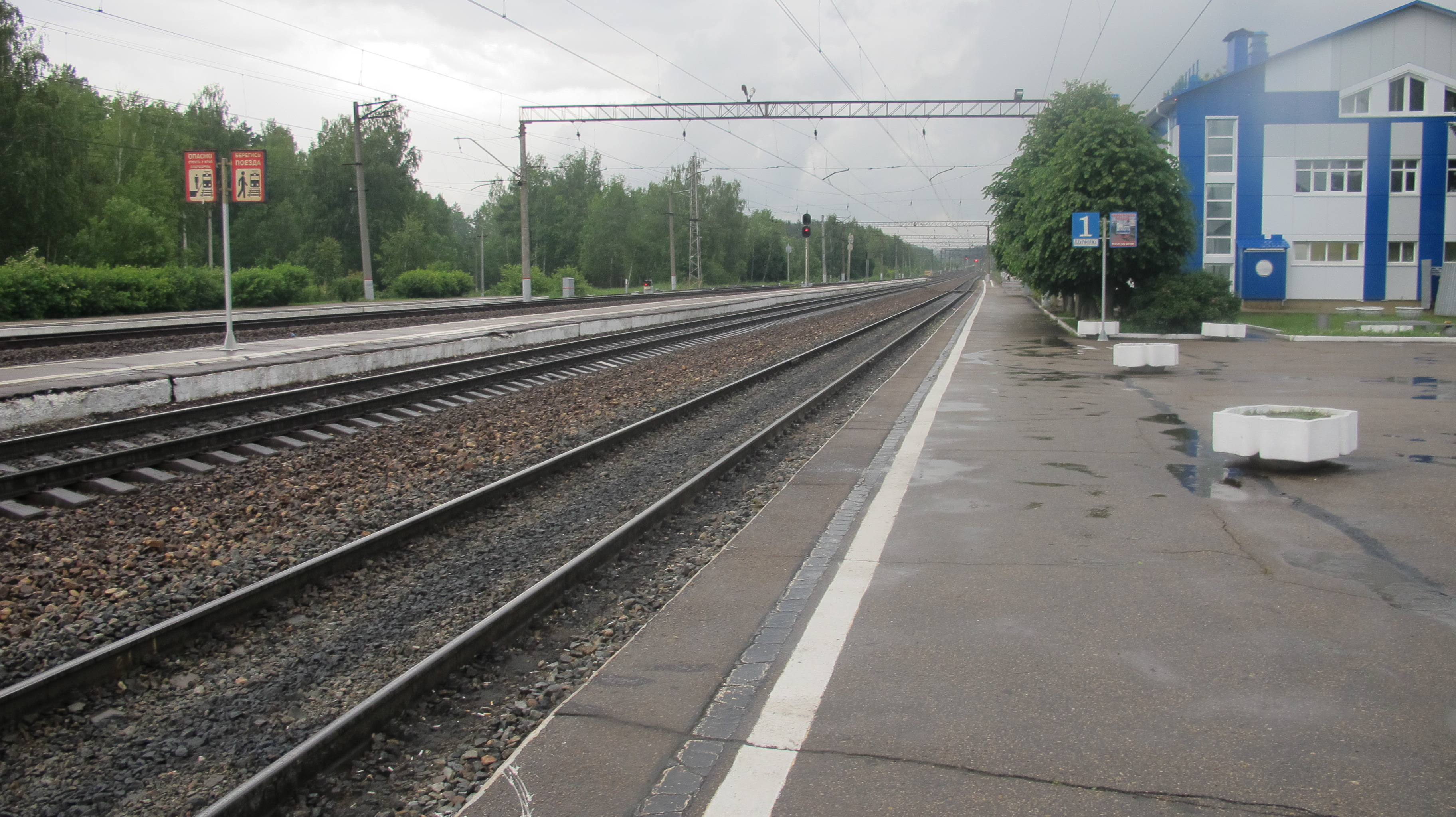
Платформы станции (вид в сторону Москвы)
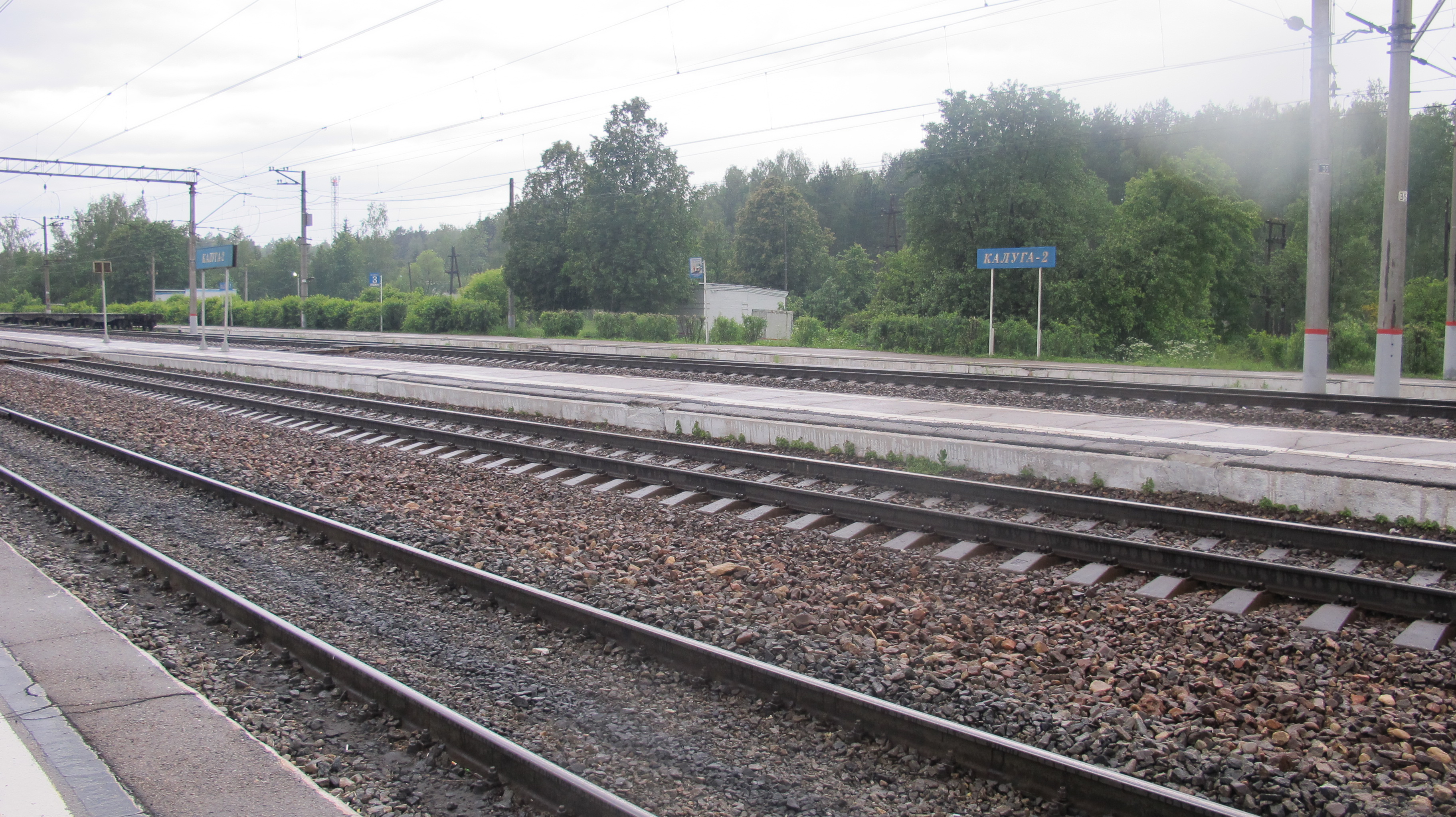
Вид на платформы

### Достопримечательности
На станции установлен бюст К. Э. Циолковскому.

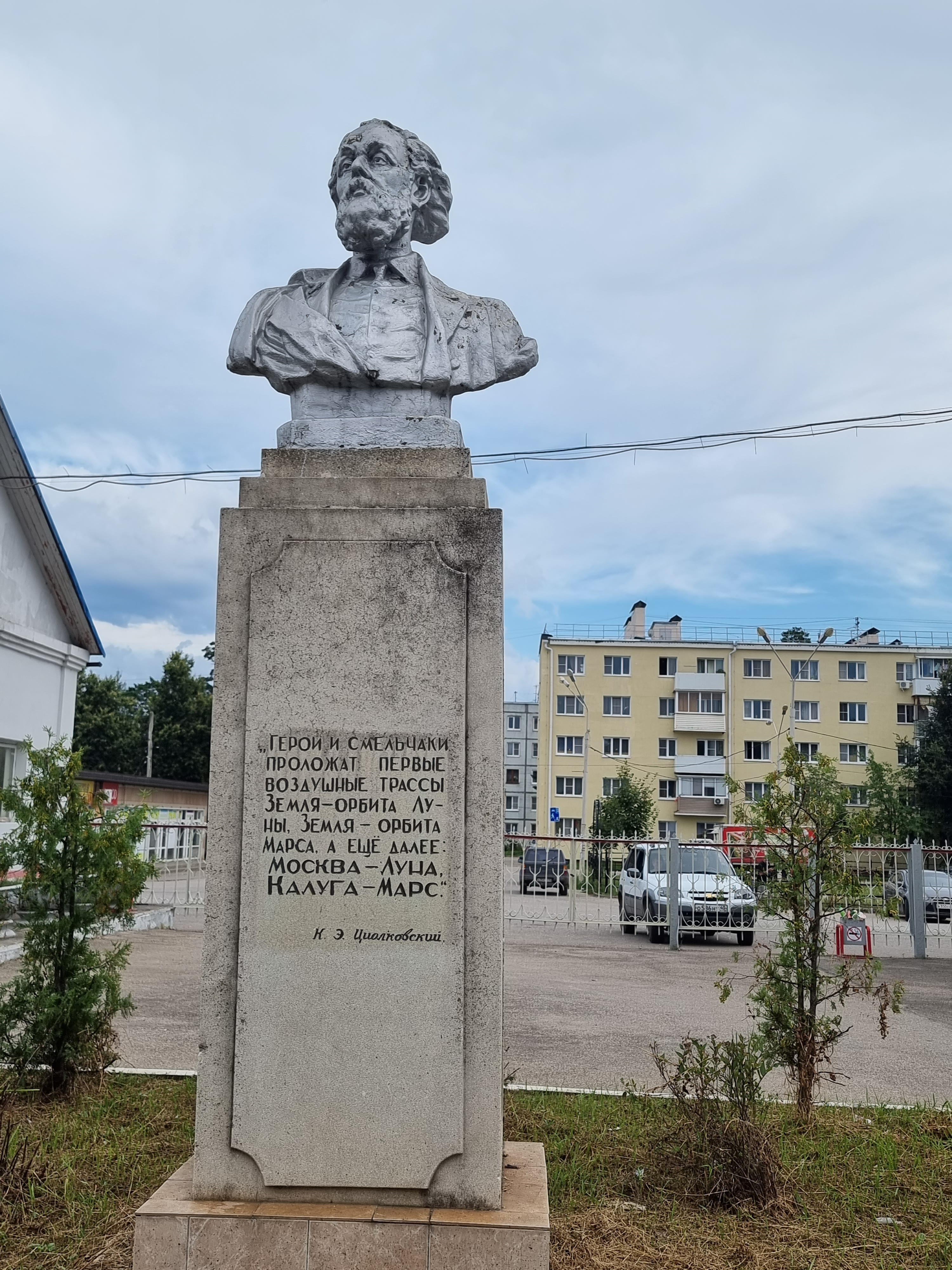
Памятник К. Э. Циолковскому на станции
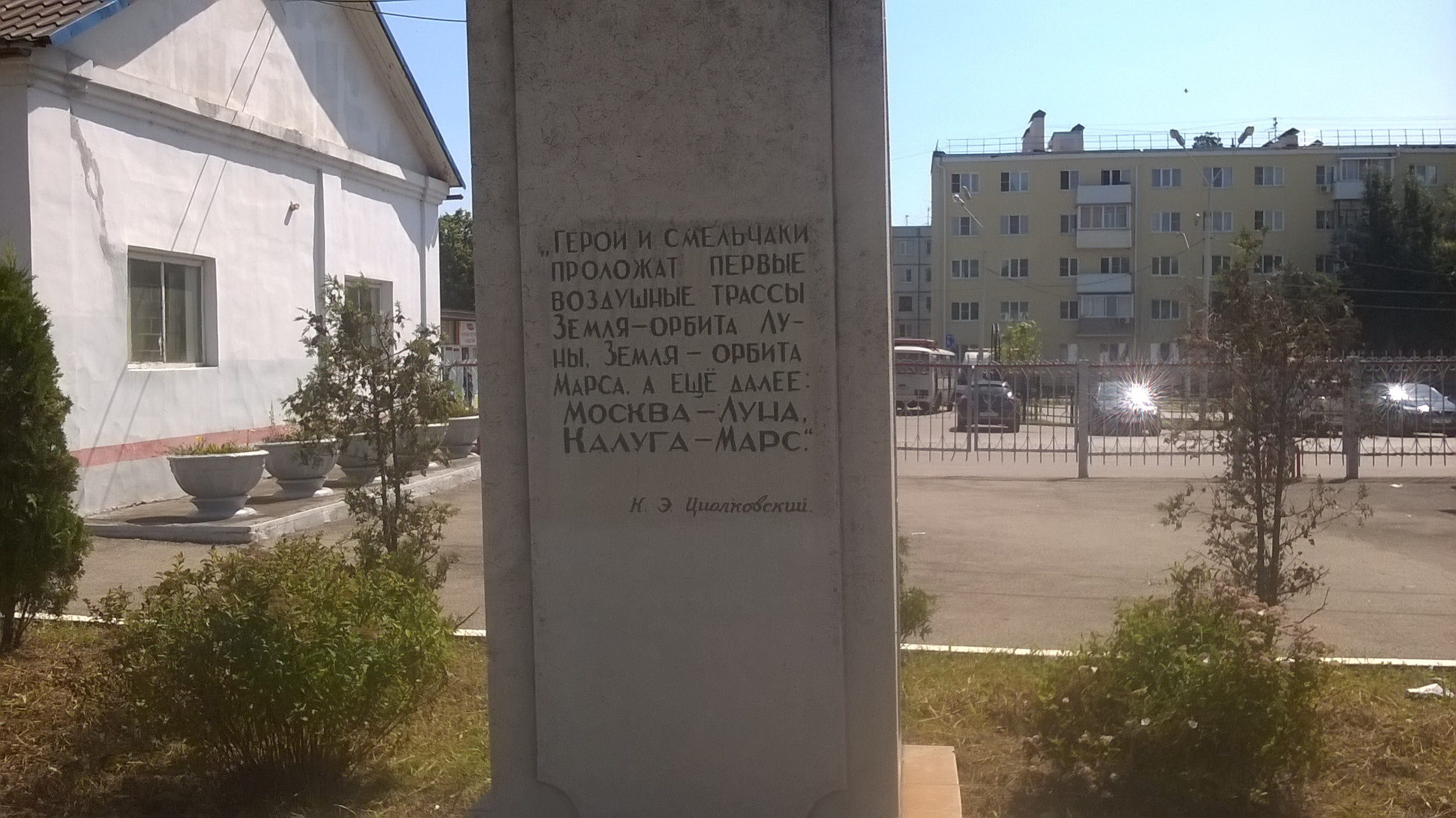
Надпись на памятнике

## Пассажирское движение

### Пригородное
На станции останавливаются пригородные электропоезда, следующие по маршруту Калуга I — Сухиничи-Главные, Калуга I — Сухиничи-Узловые.

### Междугороднее
На станции останавливаются пассажирские поезда дальнего следования сообщением Москва — Брянск, Москва — Новозыбков, Санкт-Петербург — Брянск.
В 2020 году поезда международного сообщения (Москва — Киев, Москва — Одесса, Москва — Николаев, Москва — Львов, Москва — Кишинёв), имевшие остановку на станции Калуга — Сергиев Скит, в связи с коронавирусной инфекцией и закрытием государственных границ отменены до особого распоряжения.

## Коммерческие операции, выполняемые на станции
- Продажа билетов на все пассажирские поезда. Приём и выдача багажа.
- Приём и выдача грузов повагонными и мелкими отправками, загружаемых целыми вагонами, только на подъездных путях и местах необщего пользования[14].

### Комментарии
1. ↑  На 9 мая 2021 года данные о точных границах региона (отделения) не публиковались в официальных источниках.